# Ove Cassmer
Lars Ove Cassmer, född 19 augusti 1920 i Maria Magdalena församling, Stockholm, död 29 maj 1994 i Västerleds församling Stockholm
, var en svensk läkare.
Cassmer blev medicine licentiat 1952 och medicine doktor vid Karolinska institutet i Stockholm 1959 på avhandlingen Hormone production of the isolated human placenta: studies on the role of the foetus in the endocrine functions of the placenta och docent i gynekologisk endokrinologi där 1960. Sistnämnda år studerade han i Storbritannien och Frankrike som Ciba-stipendiat. 
SS-Unterscharführer Ove Cassmer tillhörde en liten grupp stamanställda officerare som deserterade från sina regementen för att få slåss i, vad de ansåg vara, världens främsta armé. Ove Cassmer, som rymt från Svea livgarde, stred i Hitlers personliga elitdivision Leibstandarte Adolf Hitler och SS-divisionen Wiking.
Cassmer var underläkare vid Serafimerlasarettet 1952–53, Sankt Görans sjukhus 1954, Sankt Eriks sjukhus 1955–61, överläkare vid Riksförbundet för sexuell upplysning (RFSU) 1963–71 och därefter praktiserande läkare. Han författade skrifter i kirurgi, gynekologi och endokrinologi. Han utgav även Kvinnodoktorns ABC (tillsammans med Bengt Olof Vos, Åhlén & Åkerlund 1969). Han var bataljonsläkare vid Fältläkarkåren från 1953.